# Evelyn Hooker
Evelyn Hooker (North Platte, 2 settembre 1907 – Santa Monica, 18 novembre 1996) è stata una psicologa statunitense, celebre soprattutto per il suo studio del 1957, The adjustment of the male overt homosexual (L'adattamento psicologico del maschio omosessuale dichiarato).

## "The adjustment of the male overt homosexual"
Per questo studio la Hooker aveva somministrato test psicologici a gruppi di omosessuali ed eterosessuali, chiedendo poi ad esperti del settore, basandosi esclusivamente sui risultati dei test e senza conoscere i soggetti, di individuare quali di loro fossero omosessuali. Gli esperti non riuscirono a individuare le persone omosessuali in percentuale statisticamente significativa rispetto al caso.
L'esperimento, che è stato ripetuto ulteriormente più volte da altri ricercatori con gli stessi risultati, dimostrò che gli omosessuali non sono psicologicamente meno adattati del resto della popolazione, come sostenevano invece la psicologia e la psichiatria dell'epoca, che classificavano l'omosessualità come "malattia mentale".
Il corollario di tale ricerca era che la cosiddetta "scelta" omosessuale non andava considerata (come affermava sempre la scienza medica dell'epoca) come il risultato di una capacità di giudizio intaccata da un substrato mentale malato, senza il quale gli omosessuali avrebbero scelto "ovviamente" l'eterosessualità.
Lo studio della Hooker permise di mostrare quale fosse l'errore di una parte non trascurabile dei ricercatori dell'epoca, che studiavano esclusivamente i "casi clinici", cioè le persone psicologicamente disturbate, che si rivolgevano a loro per averne un aiuto. I dati raccolti da questo campione venivano poi spesso confrontati con quelli di eterosessuali tratti dalla popolazione non-clinica, col risultato che gli omosessuali dimostravano sempre segni di disagio mentale significativamente superiori a quelli del gruppo di controllo.
La novità dello studio della Hooker fu di scegliere invece, anche grazie ad una rete di amicizie nel mondo gay che era riuscita a costruirsi e alla fiducia che era riuscita a conquistarsi, omosessuali che si accettavano come tali, confrontandoli poi con eterosessuali anch'essi privi di problemi clinici. Il risultato fu letteralmente "rivoluzionario" per la mentalità dell'epoca.
Il dibattito (a volte acceso) scatenato da questo studio, appoggiato dalle ripetute verifiche indipendenti dei suoi risultati, portò infine nel 1973 la American Psychiatric Association a cancellare l'omosessualità dalla lista delle malattie mentali.
Tale decisione fece scuola in tutto il mondo, e fu seguita dalle associazioni degli operatori della salute mentale di tutti i Paesi, ivi inclusa l'Italia.

## Opere
- The adjustment of the male overt homosexual, "Journal of projective techniques'", XXI 1957, pp. 18-31.
- The homosexual community. Proceedings of the XIV International congress of applied psychology, Munksgaard, Copenaghen 1961.
- Homosexuality: Summary of studies. In E. M. Duvall & S. M. Duvall (curr.), Sex ways in fact and faith, Association Press, New York 1961.
- Male homosexual life styles and venereal disease. In: Proceedings of the World forum on syphilis and other treponematoses (Public Health Service Publication No. 997), U.S. Government Printing Office, Washington, DC 1962.
- Male homosexuality. In: N. L. Farberow (cur.), Taboo topics, Atherton, New York 1963, pp. 44-55.
- An empirical study of some relations between sexual patterns and gender identity in male homosexuals. In J. Money (cur.), Sex research: new development, Holt, Rinehart & Winston, New York 1965, pp. 24-52.
- Male homosexuals and their worlds. In: Judd Marmor (cur.), Sexual inversion: the multiple roots of homosexuality, Basic Books, New York 1965, pp. 83-107. Traduzione italiana in: Judd Marmor, Inversione sessuale.
- Homosexuality. In: The international encyclopedia of the social sciences, MacMillan and Free Press, New York 1968.
- Parental relations and male homosexuality in patient and non-patient samples, "Journal of consulting and clinical psychology", XXXIII 1969, pp. 140-142.